# Općina Miklavž na Dravskem polju
Općina Miklavž na Dravskem polju (slo.:Občina Miklavž na Dravskem polju) je općina u istočnoj Sloveniji u pokrajini Štajerskoj i statističkoj regiji Podravskoj. Središte općine je naselje Miklavž na Dravskem polju s 3.808 stanovnika.

## Zemljopis
Općina Miklavž na Dravskem polju nalazi se u istočnom dijelu Slovenije. Općina se prostire u dolini rijeke Drave južno od Maribora.
U općini vlada umjereno kontinentalna klima.
Najvažniji vodotok u općini je rijeka Drava. Svi ostali vodotoci su mali i njeni su pritoci.

## Naselja u općini
Dobrovce, Dravski Dvor, Miklavž na Dravskem polju, Skoke

## Vanjske poveznice
- Službena stranica općine